# Topes de Collantes
Topes de Collantes är en ort i Kuba.   Den ligger i kommunen Municipio de Trinidad och provinsen Provincia de Sancti Spíritus, i den centrala delen av landet, 280 km sydost om huvudstaden Havanna. Topes de Collantes ligger 737 meter över havet och antalet invånare är 9 729.
Terrängen runt Topes de Collantes är kuperad. Runt Topes de Collantes är det ganska tätbefolkat, med 75 invånare per kvadratkilometer. Närmaste större samhälle är Trinidad, 13,0 km söder om Topes de Collantes. I omgivningarna runt Topes de Collantes växer i huvudsak städsegrön lövskog.